# Тумасян, Бениамин Акопович
Бениами́н (Вениами́н) Ако́пович Тумася́н (арм. Բենիամին Հակոբի Թումասյան; 17 октября 1925, Тбилиси — 24 января 2012, Ереван) — армянский советский инженер-электротехник. Генеральный директор производственного объединения «Армэлектросвет» и директор Ереванского электролампового завода (1974—1993). Герой Социалистического Труда (1986). Заслуженный инженер Армянской ССР (1966). Лауреат Государственной премии Армянской ССР (1980). Участник Великой Отечественной войны.

## Биография
Бениамин Акопович Тумасян родился 17 октября 1925 года в Тбилиси, в семье ахалцихских армян. В 1927 году семья Тумасянов переселилась на постоянное жительство в Ахалцихе. В 1932—1942 годах Бениамин учился в армянской школе Ахалцихе, которую окончил с отличием. В 1939 году вступил в ВЛКСМ. После окончания школы работал в колхозах до мая 1943 года.

### Участие в Великой Отечественной войне
В 1943 году Бениамин Тумасян был призван в ряды Рабоче-крестьянской Красной армии. Он был направлен на учёбу в Краснодарское пулемётно-миномётное училище, которое окончил в 1944 году. С 21 сентября 1944 года был на фронте. Служил на Первом Украинском фронте, в составе 225-го Гвардейского стрелкового Дембицкого Краснознамённого полка 78-й гвардейской стрелковой Висленской дивизии в звании гвардии лейтенанта: был командиром взвода станковых пулемётов 1-й стрелковой роты.
31 января 1945 года в районе села Нейдорф, под огнём противника, Тумасян с двумя пулемётными расчётами первым форсировал реку Одер и, прикрывая пулемётным огнём, дал возможность всему батальону переправиться через реку. 4 февраля 1945 года, в боях за город Бриг (сейчас — польский город Бжег), подразделение Тумасяна огнём своих пулемётов отразило две контратаки противника. Во время боя расчёт одного из пулемётов вышел из строя, после чего Тумасян лично лёг за пулемёт и расстреливал наседавшего противника, подпустив на близкое расстояние. Он был тяжело ранен, однако продолжил вести бой, пока контратака не была отбита. Тумасян был эвакуирован в госпиталь и в июле 1945 года демобилизован как инвалид Великой Отечественной войны второй группы. За боевые заслуги был награждён двумя орденами Отечественной войны 2-й степени и медалями.

### Трудовая деятельность
В 1946 году Бениамин Тумасян вступил в ряды ВКП(б). В том же году он поступил в Ереванский политехнический институт и в 1951 году закончил электротехнический факультет института, получив квалификацию инженера-электрика. После окончания института Тумасян был направлен на работу в новосозданный Ереванский электроламповый завод. Он участвовал в работах выпуска первой продукции завода сначала в качестве мастера, после чего, с сентября 1951 года — в качестве руководителя производственного отдела собирания ламп. В 1952 году он прошёл курсы усовершенствования по изучению поточных линий в Москве. В 1958—1961 годах Тумасян был главным технологом завода, а в 1961—1969 годах — начальником главного конструкторского бюро и заместителем главного инженера завода. В 1966 году было организовано производственное объединение «Армэлектросвет» и Ереванский электроламповый завод вошёл в его состав, в 1969 году Тумасян был назначен главным инженером (первым заместителем генерального директора) объединения «Армэлектросвет».
В 1974 году Бениамин Тумасян был назначен генеральным директором ордена Трудового Красного Знамени производственного объединения «Армэлектросвет» при Министерстве электротехнической промышленности СССР. В годы руководства Тумасяна в ПО «Армэлектросвет» изготовлялась продукция для множества важных проектов страны, ПО занимало лидирующие позиции среди светотехнических предприятий Советского Союза. Среди таких проектов — создание ядерных энергетических установок типа «Акация» и ядерного электро-ракетного двигателя «Геркулес», для которых в ПО были разработаны регламенты по термической обработке, сварке и пайке металлокерамических узлов натриевой лампы, которые обеспечивали необходимый ресурс герметичности. Под руководством Тумасяна коллектив ПО осуществил оборудование современной осветительной аппаратурой для освещения станций Ереванского метрополитена. Также под его руководством в Ереванском электроламповом заводе были изготовлены люстры для здания Армянского театра оперы и балета, за что совместно с коллективом Тумасян был удостоен Государственной премии Армянской ССР в 1980 году. В период руководства Тумасяна коллектив ПО 9 лет подряд удостаивался переходящего Красного знамени ЦК КПСС, Совета Министров СССР, ВЦСПС и ЦК ВЛКСМ.
Бениамин Акопович Тумасян уделял большое внимание подготовлению технических кадров для производственного объединения. По инициативе Тумасяна в Ереванском электротехническом техникуме был организован электровакуумный отдел, который в дальнейшем преобразовался в отдельный техникум при ПО «Армэлектросвет». Также по его инициативе при Ереванском политехническом институте было организовано светотехническое отделение, большая часть выпускников отделения устраивались на работу в подразделениях ПО.
Указом Президиума Верховного Совета СССР от 10 июня 1986 года за большой вклад в досрочное выполнение заданий одиннадцатой пятилетки и социалистических обязательств, повышение качества электротехнического оборудования на основе совершенствования технологии производства и проявленную трудовую доблесть Бениамину Акоповичу Тумасяну было присвоено звание Героя Социалистического Труда с вручением ордена Ленина и золотой медали «Серп и Молот».
В дальнейшем ПО «Армэлектросвет» было переименовано в ПО «Луйс», Тумасян был директором ПО до 1993 года. В 1993—2000 годах Тумасян был советником директора Ереванского светотехнического завода. В 2000 году на основе завода была создана компания «Гранд Сан», Тумасян остался советником руководителя компании.
Бениамин Акопович Тумасян является автором 17 изобретений и многих новаторских предложений, среди которых: «Люминесцентная лампа и способ её изготовления», «Печь для отжига и оплавки тарелок для источников света», «Автомат для сборки цоколей люминесцентных ламп», «Способ очистки от аквадага деталей из тугоплавких металлов для источников света». Он также является автором книги «Трудовой путь ламповиков» (совместно с М. Л. Атаджаняном), посвящённой истории организации производства и вопросам повышения качества продукции ПО «Армэлектросвет». Тумасян входил в состав редакционной коллегии органа Госплана Армянской ССР «Промышленность Армении» (с 1986 года — «Промышленность, строительство и архитектура Армении»).
Бениамин Акопович Тумасян занимался также общественной деятельностью: несколько раз он избирался секретарём партийной организации и членом партийного комитета Ереванского электролампового завода. Тумасян избирался депутатом Ереванского городского Совета, членом ЦК КП Армении, был делегатом XXV и XXVII съездов КПСС.
Бениамин Акопович Тумасян скончался 24 января 2012 года в Ереване.

## Награды
- Герой Социалистического Труда (Указ Президиума Верховного Совета СССР от 10 июня 1986 года, орден Ленина и медаль «Серп и Молот») — за большой вклад в досрочное выполнение заданий одиннадцатой пятилетки и социалистических обязательств, повышение качества электротехнического оборудования на основе совершенствования технологии производства и проявленную трудовую доблесть[13][14].
- Орден Ленина (31.03.1981)[12][14].
- Орден Октябрьской Революции (10.03.1976)[14].
- Два ордена Отечественной войны 2 степени (03.03.1945, 06.11.1985)[5][18].
- Два ордена Трудового Красного Знамени (08.08.1966, 20.04.1971)[14].
- Медаль «За отвагу» (02.10.1966)[14].
- Медаль «За победу над Германией в Великой Отечественной войне»[2].
- Государственная премия Армянской ССР (1980) — за проектирование и выполнение комплексной реконструкции здания Театра оперы и балета имени Александра Спендиаряна[19][12].
- Заслуженный инженер Армянской ССР (1966)[3].
- Три золотые медали ВДНХ СССР[3].
- Серебряная медаль ВДНХ СССР[3].
- Нагрудный знак «Изобретатель СССР»[20].
- Почётный гражданин Ахалцихе (19.09.1987) — за оказание последовательной помощи городу Ахалцихе и армянской средней школе № 3 города[2].